# Baltic League 1990
La Baltic League 1990 fu l'edizione ante litteram del torneo in seguito organizzato tra il 2007 e il 2011 e che vedeva impegnate squadre lituane, estoni, lettoni e russe, all'epoca ancora sotto l'egida dell'Unione Sovietica.
La competizione venne vinta dallo Žalgiris Vilnius.

## Formula
Al torneo parteciparono le 5 prime classificate del campionato regionale lettone 1989, le due più forti squadre lettoni che disputavano i campionati nazionali (il Daugava e il Metalurgs), la migliore squadra estone (Sport Tallinn) e l'ASK Fosforit Tallinn (sempre per l'Estonia), le 4 più forti squadre lituane provenienti dai campionati nazionali (Žalgiris, Sirijus Klaipėda e Inkaras Kaunas) e alcune delle prime classificate del campionato regionale lituano 1989, e il Progress Cherniakhovsk della federazione russa, per un totale di 17 squadre.
Queste formazioni si incontrarono in gironi di andata e ritorno, per un totale di 34 turni e 32 incontri per squadra; erano assegnati 2 punti per la vittoria, uno per il pareggio e zero per la sconfitta.
In seguito, le prime 4 squadre lituane si qualificarono per i play-off con cui fu deciso il titolo di campione lituano.

## Squadre partecipanti
| Squadra              | Repubblica  | Città        | Posizione 1989                                                 |
| -------------------- | ----------- | ------------ | -------------------------------------------------------------- |
| Banga Kaunas         | RSS Lituana | Kaunas       | 1º nel campionato regionale lituano 1989                       |
| Celtnieks Daugavpils | RSS Lettone | Daugavpils   | 3º nel campionato regionale lettone                            |
| Daugava Riga         | RSS Lettone | Riga         | 4º nel campionato regionale lettone                            |
| Ekranas              | RSS Lituana | Panevėžys    | 2º nel campionato regionale lituano 1989                       |
| Inkaras Kaunas       | RSS Lituana | Kaunas       | 22° nella Zona 5 della Seconda Lega Sovietica                  |
| Jovaras Mažeikiai    | RSS Lituana | Mažeikiai    | 6º nel campionato regionale lituano 1989 col nome di Atmosfera |
| Sūduva               | RSS Lituana | Marijampolė  | 14º nel campionato regionale lituano 1989                      |
| Metalurgs Liepāja    | RSS Lettone | Liepāja      | 19° nella Zona 5 della Seconda Lega Sovietica                  |
| Neris Vilnius        | RSS Lituana | Vilnius      | 13º nel campionato regionale lituano 1989                      |
| Pārdaugava           | RSS Lettone | Riga         | 17º nel campionato regionale lettone                           |
| Progress Cernjahovsk | RSFS Russa  | Černjachovsk | ?                                                              |
| RAF Jelgava          | RSS Lettone | Jelgava      | 1º nel campionato regionale lettone                            |
| Sakalas Šiauliai     | RSS Lituana | Šiauliai     | 10º nel campionato regionale lituano 1989 come Statybininkas   |
| Sirijus Klaipėda     | RSS Lituana | Klaipėda     | 8° nella Zona 5 della Seconda Lega Sovietica                   |
| Sport Tallinn        | RSS Estone  | Tallinn      | 20° nella Zona 5 della Seconda Lega Sovietica                  |
| Torpedo Riga         | RSS Lettone | Riga         | 2º nel campionato regionale lettone                            |
| Žalgiris             | RSS Lituana | Vilnius      | 4° in Vysšaja Liga                                             |

## Classifica finale
| Pos. | Squadra              | Pt | G  | V  | N  | P  | GF  | GS | DR  |
| ---- | -------------------- | -- | -- | -- | -- | -- | --- | -- | --- |
| 1.   | Žalgiris             | 58 | 32 | 27 | 4  | 1  | 104 | 11 | +93 |
| 2.   | Sirijus Klaipėda     | 47 | 32 | 19 | 9  | 4  | 47  | 19 | +28 |
| 3.   | Ekranas              | 46 | 32 | 19 | 8  | 5  | 62  | 24 | +18 |
| 4.   | Progress Cernjahovsk | 42 | 32 | 19 | 4  | 9  | 46  | 33 | +13 |
| 5.   | Jovaras Mažeikiai    | 40 | 32 | 16 | 8  | 8  | 40  | 25 | +15 |
| 6.   | Inkaras Kaunas       | 39 | 32 | 15 | 9  | 8  | 54  | 25 | +29 |
| 7.   | Banga Kaunas         | 37 | 32 | 13 | 11 | 8  | 45  | 30 | +15 |
| 8.   | RAF Jelgava          | 36 | 32 | 13 | 10 | 9  | 44  | 37 | +7  |
| 9.   | Sakalas Šiauliai     | 34 | 32 | 11 | 12 | 9  | 41  | 32 | +9  |
| 10.  | Sport Tallinn        | 33 | 32 | 11 | 11 | 10 | 43  | 39 | +3  |
| 11.  | Neris Vilnius        | 28 | 32 | 10 | 8  | 14 | 27  | 47 | -20 |
| 12.  | Celtnieks Daugavpils | 23 | 32 | 8  | 7  | 17 | 29  | 45 | -16 |
| 13.  | Torpedo Riga         | 22 | 32 | 6  | 10 | 16 | 29  | 49 | -20 |
| 14.  | Daugava Riga         | 21 | 32 | 4  | 13 | 15 | 16  | 49 | -33 |
| 15.  | Pārdaugava           | 18 | 32 | 5  | 8  | 19 | 24  | 53 | -29 |
| 16.  | Metalurgs Liepāja    | 13 | 32 | 4  | 5  | 23 | 20  | 97 | -77 |
| 17.  | Sūduva               | 7  | 32 | 1  | 5  | 26 | 13  | 69 | -53 |